# کارن گریگوریان (نقاش)
کارن آرتویی گریگوریان (ارمنی: Կարեն Արտոյի Գրիգորյան؛ زاده ۸ فوریهٔ ۱۹۵۸) نقاش، طراح صحنه اهل ارمنستان است.

## زندگی‌نامه
وی در ۸ فوریهٔ ۱۹۵۸ در ایروان به دنیا آمد و از کالج دولتی هنرهای زیبای پانوس ترلمزیان (۱۹۷۷) و انستیتو دولتی هنری و نمایشی ایروان (۱۹۸۳) فارغ‌التحصیل گشت.  وی عضو اتحادیه نقاشان ارمنستان می‌باشد. وی همچنین برنده جوایزی همچون نقاش شایسته جمهوری ارمنستان (۲۰۰۷) و جایزه دولتی جمهوری ارمنستان شد.